# Tito Estatilio Máximo
Tito Estatilio Máximo (en latín Titus Statilius Maximus) fue un senador romano del siglo II, que desarrolló su carrera política bajo los imperios de Adriano y Antonino Pío.

## Origen y familia
De familia de origen sirio, era hijo de Tito Estatilio Máximo Severo Adriano, consul suffectus alrededor del año 115, bajo Trajano.

## Carrera
Su primer cargo conocido fue el de gobernador de la provincia Panonia Inferior en 139, al inicio del imperio de Antonino Pío, por lo que debió ser pretor bajo Adriano entre 135 y 138. En 144, bajo Antonino Pío, fue consul ordinarius, en 146 fue designado curator operum publicorum y su carrera culminó como procónsul de la provincia romana de Asia en 157-158.

## Descendencia
Su hijo fue Tito Estatilio Severo, consul ordinarius en 171, bajo Marco Aurelio.